# غلة دة كوه
غلة دة كوه هي قرية في مقاطعة هشترود، إيران. عدد سكان هذه القرية هو 94 في سنة 2006.